# 記憶転移
記憶転移（きおくてんい）とは、臓器移植に伴って提供者（ドナー）の記憶の一部が受給者（レシピエント）に移るとされる現象である。テレビのドキュメンタリー番組で取り上げられたり、この現象を題材にした小説等が作られており、専門家以外が知る現象となっている。

## 概要
臓器移植の結果、 ドナーの趣味嗜好や習慣、性癖、性格の一部、さらにはドナーの経験の断片が自分に移ったと感じているレシピエントの存在が報告されている。特に心臓移植や腎臓移植のあと自分の趣味嗜好が変化したと感じている例が多い。しかし、通常レシピエントがドナーの家族と直接の接触をもつことは移植コーディネーターや病院から固く禁じられているため、実際にドナーの趣味嗜好や性格などを確認し得た例は極めて少ない。
一方で、自身の内面変化を感じていないレシピエントも顕在、さらに後述する反論も数多くあり、科学的には未解明の現象である。

## クレア・シルヴィア の事例
以下は、レシピエントがドナーの家族との面談に成功、記憶転移を実際に体験したと信じるに至った希少な例である。
クレアは重篤な「原発性肺高血圧症（PPH）」に罹り、1988年、米国コネティカット州のイエール大学付属ニューヘイヴン病院で心肺同時移植手術を受け、成功した。ドナーは、バイク事故で死亡したメイン州の18歳の少年だということだけが彼女に伝えられた。
その数日後から、彼女は自分の嗜好・性格が手術前と違っていることに気がついた。
- 苦手だったピーマンが好物に、またファーストフードが嫌いだったのにケンタッキーフライドチキンのチキンナゲットを好むようになった。
- 歩き方が男の様に。また以前は静かな性格だったが、非常に活動的な性格に変わった。
- 夢の中に出てきた少年のファーストネームを彼女は知っており、彼がドナーだと確信した。

ドナーの家族と接触することは移植コーディネーターから拒絶されたが、メイン州の新聞の中から、移植手術日と同じ日の死亡事故記事を手がかりに、少年の家族と連絡を取ることに成功し、対面が実現した。家族が語るところによると、少年のファーストネームは彼女が夢で見たものと同じだった。彼はピーマンとチキンナゲットを好み、また、高校に通うかたわら3つのアルバイトをかけもちするなど活発な性格だった。
シルヴィアは1997年、自身の体験を出版した。

## 反論
前述等の「体験談」が虚偽でないとした場合でも、以下のような解釈が可能であるとされる。
- 「人格は心臓に宿る」とする古来からの俗説に影響された。
- 移植手術という、強い精神的ストレスを伴う経験がレシピエントの心理に影響。
- 手術時に使用された麻酔薬や術後に投与される免疫抑制剤の副作用の一種。
- 手術により健康面での制約が無くなったことに起因する大きな心境・行動の変化を、人格が移ったと錯覚。
- 麻酔状態下で無意識に聞いた、ドナーに関する医師や看護師の会話が暗示になって、術後の思考や行動に影響を及ぼした。
- ドナーの生を奪ったという罪の意識から、ドナーの人格が自分の中で生きていると思うことで精神的な負担を軽くしようとする心理や「こうであってほしい」と繰り返し強く思い続けると、それが実際にあったかのように自分の記憶に植えつけられてしまう虚偽記憶によるもの。
- ドナーへの感謝の気持ちが「故人の分まで生きる」、「命を引き継ぐ」という意識を生み、ドナーとの類似行動を取りやすくなった。

また、記憶転移が起こり得るかもしれないという噂が広まれば、今でも不足しているドナー提供がさらに少なくなるのではないかと危惧する意見もある。

## 記憶転移を扱った番組・映画・小説等
記憶転移は大衆が興味を持ちやすいテーマであり、フィクション作品においてよく扱われる。 
番組
- 特命リサーチ200X「移植された心の謎」　日本テレビ（1998年9月6日）

ドラマ・小説・映画
- 唐沢寿明Presents「記憶のチカラ II」　日本テレビ（2005年6月25日）
- 『夏の香り』 - 心臓移植を受けたヒロインが、一面識もないはずの青年に胸の高鳴りを覚える。2003年韓国テレビドラマ・KBS製作
- 『転生』 - 心臓移植を受けた主人公が、自分の趣味や嗜好の変化に戸惑い、夢の中に出てきた女性を手がかりにドナーを探そうとする。1999年貫井徳郎著
- 『この胸のときめき』(en:Return to Me) -  交通事故で死亡した女性の心臓を移植されたヒロインと、ドナーの夫が偶然出会い互いに心惹かれる。 2000年米映画・メトロ・ゴールドウィン・メイヤー配給。
- 『BLACK JACK 瞳の中の訪問者（1977年）』 - 練習中にボールが目を直撃しテニスはもう無理だと医師に宣告されたテニスプレイヤーの小森千晶（演 - 片平なぎさ）がブラック・ジャック（演 - 宍戸錠）が執刀した角膜移植により、そのドナーの女性を殺した犯人とも知らずに男性の幻影を見るようになる。配給は東宝。
- 『岸辺露伴は動かない』
- 『さよならのつづき』-事故で最愛の人を失った後、導かれるようにひとりの男性と出会ったさえ子。実はその男性は、さえ子の亡くなった恋人から提供された心臓に命を救われ、その記憶も引き継いでいて...。Netflixオリジナル作品。

コミック
- 『エンジェル・ハート』 - 冷徹な殺し屋だったヒロインが心臓移植後、人間的な心を取戻し始める。2001年北条司作
- 『カリュウド』 - 死刑囚の脳を移植された少年が悪党を殺していく。望月あきら作
- 『エリアの騎士』 - 二人共にアマチュアサッカー選手の学生兄弟が同時に交通事故に遭い、天才的サッカー選手だった兄は他界。兄と違い普通レベルの弟も心臓に致死的損傷を受けるが兄の心臓を移植し九死に一生を得る。その後、弟には兄のサッカーセンスが宿ったとしか思えない兆候が現れ始める。伊賀大晃原作・月山可也作画。
- 『さよなら絶望先生』 2012年久米田康治作
- 『ブラック・ジャック』手塚治虫作　-　赤ん坊の頃に内戦で瀕死の重傷を負い、女性の遺体から血液や臓器を移植され回復した青年が記憶転移を起こすエピソードがある。

ゲーム
- 『遠隔捜査 -真実への23日間-』　ソニー・コンピュータエンタテインメント（2009年2月5日発売）